# Gustavia longifolia
Gustavia longifolia är en tvåhjärtbladig växtart som beskrevs av Eduard Friedrich Poeppig och Otto Karl Berg. Gustavia longifolia ingår i släktet Gustavia och familjen Lecythidaceae. Inga underarter finns listade i Catalogue of Life.